# Senolytika
Senolytika (abgeleitet von den Wörtern „Seneszenz“ und „Lyse“) sind Moleküle, welche den Tod (Apoptose) von seneszenten Zellen selektiv induzieren können.
Das Ziel derjenigen, die an der Entwicklung von Senolytika arbeiten, ist es, damit altersbedingte Erkrankungen zu verzögern, zu verhindern, zu lindern oder umzukehren. In Tierstudien konnten derartige positive Wirkungen wie Verzögerung altersbedingter Symptome und eine erhöhte Lebensspanne bereits belegt werden.
Mehrere mögliche Senolytika werden derzeit untersucht.
Bisher bekannte natürliche Stoffe mit senolytischer Wirkung sind beispielsweise die Flavonoide Quercetin und Fisetin sowie das Alkaloid Piperlongumin (aus Langem Pfeffer).
Auch bestimmte Krebsmedikamente können möglicherweise in niedrigen Dosen das Altern und altersbedingte Erkrankungen verlangsamen. Antikrebsmittel können möglicherweise vor metabolischen Pathologien schützen, unabhängig von den Auswirkungen auf Krebs.
Auch in einer Studie mit menschlichen Probanden konnte nach ersten Ergebnissen eine Reduktion seneszenter Zellen durch Verabreichung von dem Krebsmedikament Dasatinib in Kombination mit Quercetin nachgewiesen werden.